# Blocul Comuniștilor și Socialiștilor
Blocul Comuniștilor și Socialiștilor (BCS) a fost o coaliție politică între PSRM și PCRM, formată în urma alegerilor parlamentare anticipate din Republica Moldova, organizate pe 11 iulie 2021, la care cele două partide au participat în cadrul unei alianțe electorale cu același nume.
BCS are o orientare conservatoare socialistă și se adresează segmentelor conservatoare ale electoratului din Republica Moldova. În perioada premergătoare alegerilor parlamentare din 2021, BCS s-a autocaracterizat drept susținător al valorilor familiale tradiționale și a prezentat partidul rival PAS ca fiind pro-LGBT, prin contrast. Alianța a propus modificarea Constituției Republicii Moldova pentru a interzice explicit căsătoriile între persoane de același sex și pentru a defini părinții ca fiind un bărbat și o femeie.
Alianța este pro-rusă, anti-NATO, eurosceptică, susține o identitate moldovenească distinctă și se opune unificării Republicii Moldova cu România.

## Istoric
Pe 7 mai 2021, președintele PSRM, Igor Dodon, a anunțat că a trimis o scrisoare președintelui PCRM, Vladimir Voronin, propunând o alianță electorală între cele două partide pentru alegerile parlamentare anticipate din 11 iulie. Propunerea a fost aprobată de majoritatea comitetului central al PCRM pe 11 mai. O zi mai târziu, deputatul PSRM Corneliu Furculiță a apărut la NTV Moldova și a declarat că partidul său a aprobat aproape în unanimitate alianța, cu câțiva membri care s-au abținut din cauza unor neînțelegeri privind anumite aspecte ale acesteia. Comisia Electorală Centrală a Republicii Moldova (CEC) a aprobat, pe 13 mai, solicitarea de formare a Blocului Electoral al Comuniștilor și Socialiștilor În aceeași zi, Dodon a anunțat că Voronin va deschide lista comună de candidați a BECS, invocând experiența politică și reputația acestuia. Totuși, CEC i-a acceptat pe ambii, Voronin și Dodon, ca copreședinți ai BECS.
La alegerile anticipate din 11 iulie 2021, BECS a obținut 32 din cele 101 mandate în Parlamentul Republicii Moldova, acumulând 398.675 de voturi, adică aproximativ 27% din votul popular. Dodon și-a exprimat dezamăgirea față de rezultat, afirmând: „Evident că ne-am dorit un procentaj mai mare.” Acesta a felicitat partidul rival, Partidul Acțiune și Solidaritate (PAS), dar a declarat că alianța sa va rămâne vigilentă pentru a evita un „monopol total asupra politicii moldovenești” de către un singur partid. Pe 29 iulie, candidații aleși ai BECS au depus jurământul ca deputați ai Blocului Comuniștilor și Socialiștilor.
Ambele partide componente ale BCS l-au susținut pe Alexandr Stoianoglo în turul al doilea al alegerilor prezidențiale din 2024. Totuși, PCRM îl sprijinise inițial pe Vasile Tarlev în primul tur. Stoianoglo a pierdut turul al doilea cu puțin sub 45% din votul popular, față de 55% obținut de președinta în exercițiu, Maia Sandu. Voronin susținuse anterior, în sprijinul acordat lui Stoianoglo, că victoria Maiei Sandu ar duce la sfârșitul suveranității, identității și neutralității Republicii Moldova. Criticile sale la adresa Maiei Sandu au venit în contextul acuzațiilor acesteia privind amestecul Rusiei în alegeri.
Pe 28 martie 2025, BCS a depus un proiect de lege împotriva agenților străini, invocând necesitatea „asigurării transparenței [guvernamentale]”.
În preajma alegerilor parlamentare din 2025, au existat apeluri pentru extinderea alianței prin includerea Partidului Republican Inima Moldovei, condus de Irinei Vlah și a Partidului Viitorul Moldovei, condus de Vasile Tarlev.

## Rezultate electorale

### Alegeri parlamentare
Vladimir Voronin, ex-președinte al Republicii Moldova (2001-2009) și președinte al PCRM, a deschis lista BeCS. Pe următoarele locuri au urmat, în ordine, Igor Dodon, Zinaida Greceanîi, Vlad Batrîncea și Oleg Reidman. Lista a conținut un total de 102 candidați. În urma alegerilor, blocul a obținut 27,17% din voturi, ceea ce a rezultat în 32 de mandate.
| Anul alegerilor | Lider            | Voturi  | Procente (%) | mandate obținute              | +/-                   | Rezultat                     |
| --------------- | ---------------- | ------- | ------------ | ----------------------------- | --------------------- | ---------------------------- |
| 2021            | Vladimir Voronin | 398.675 | 27,17%       | 32 / 101 PSRM - 22, PCRM - 10 | ▼13 (PSRM) ▲10 (PCRM) | Opoziție (PAS în majoritate) |

### Deputații BCS în Parlamentul Republicii Moldova de legislatura a XI-a (26)
- Vlad Batrîncea – Președintele facțiunii; Vicepreședintele Parlamentului
- Grigore Novac – Vicepreședintele facțiunii
- Constantin Starîș – Vicepreședintele facțiunii
- Vladimir Odnostalco – Secretarul facțiunii
- Vladimir Voronin – Președintele PCRM
- Zinaida Greceanîi – Președintele de onoare al PSRM
- Oleg Reidman
- Bogdan Țîrdea
- Alla Pilipețcaia
- Eduard Smirnov
- Tatiana Cunețchi
- Fiodor Gagauz
- Adrian Albu
- Valeriu Muduc
- Adela Răileanu
- Alla Darovannaia
- Inga Sibova
- Petru Burduja
- Radu Mudreac
- Diana Caraman
- Chiril Tatarlî
- Elena Beleacova
- Corneliu Furculiță
- Nicolai Rusol
- Ivanna Koksal
- Said-Muhmat Amaev

### Alegerile prezidențiale
| Anul alegerilor | Candidat            | Prima rundă | Prima rundă  | A doua rundă | A doua rundă | Rezultat            |
| Anul alegerilor | Candidat            | Voturi      | Procente (%) | Voturi       | Procente (%) | Rezultat            |
| --------------- | ------------------- | ----------- | ------------ | ------------ | ------------ | ------------------- |
| 2024            | Alexandr Stoianoglo | 401.726     | 25,98%       | 750.370      | 44.65%       | A pierdut alegerile |